# Anastasius Nordenholz
Anastasius Nordenholz (* 1. Februar 1862 in Buenos Aires, Argentinien; † 21. September 1953 in Santa Fe de la Vera Cruz) war ein deutsch-argentinischer sozialdarwinistischer Privatgelehrter, Jurist, Oberregierungsrat und Großgrundbesitzer.

## Biografie
Anastasius Nordenholz, dessen Familie ursprünglich aus Bremen stammte, war der Sohn des preußischen Vizekonsuls in Buenos Aires, Friedrich Wilhelm Nordenholz, und verbrachte die ersten sechzehn Jahre seines Lebens in Argentinien. 1888 kam er zur Ausbildung nach Berlin, wo er das Abitur absolvierte und anschließend Rechtswissenschaften, Nationalökonomie und Philosophie studierte. In Berlin war Nordenholz Mitglied des antisemitischen Verbands der Vereine Deutscher Studenten. 1892 heiratete er in Berlin-Charlottenburg. Er wurde zum Dr. jur. promoviert, arbeitete später als Jurist in Jena und erhielt den Titel Oberregierungsrat.
Um die Jahrhundertwende beschäftigte sich Nordenholz mit wirtschaftstheoretischen Fragen und dem Problem des Wissens. 1902 erschien sein Buch Allgemeine Theorie der gesellschaftlichen Produktion. Er war Freund, Schwager und finanzieller Förderer von Alfred Ploetz. Nordenholz’ Schwester Anita war Ploetz’ zweite Ehefrau. Zusammen mit Ploetz und Ludwig Plate gründete er 1904 in Jena die Zeitschrift Archiv für Rassen- und Gesellschafts-Biologie, ab 1923 das wissenschaftliche Organ der Deutschen Gesellschaft für Rassenhygiene. Nordenholz war Mitherausgeber und regelmäßiger Autor.
1905 ließ er sich in München als Privatgelehrter nieder.
Nach dem Ersten Weltkrieg kehrte Nordenholz nach Argentinien zurück, wo er den Großgrundbesitz seines Vaters (Estancia La Germania) übernahm. Laut Frank Nordhausen und Liane von Billerbeck war sein Buch Scientologie Namenspate für die von L. Ron Hubbard begründete Lehre (Scientology).

## Veröffentlichungen (Auswahl)
- Allgemeine Theorie der Gesellschaftlichen Produktion. 1902.
- Welt als Individuation. Entwurf eines Individuationismus. 1927.
- Scientologie. Wissenschaft von der Beschaffenheit und der Tauglichkeit des Wissens. 1934; München 1995, ISBN 3-9804724-0-X.